# Shonaquip
Shonaquip — южноафриканская компания, организация социального предпринимательства. Занимается разработкой и производством оборудования для инвалидов.

## История
Компания основана в 1992 году Шоной Макдональд. Её вторая дочь родилась с церебральным параличом и нуждалась в специальной коляске. Государство предоставляло только три типа колясок, не подходивших её дочери. Макдональд сама разработала проект удобной электрической коляски. О её работе стало известно другим инвалидом и Макдональд стала получать заказы на изготовление оборудования от других родителей, чьи дети также родились с церебральным параличом. Макдональд основала Shonaquip, первоначально коммерческую компанию, позже разделившуюся на три отделения: одно занимается производством и распространением оборудования, вторая проводит для родителей и врачей консультации по использованию кресел, третья занимается проблемами, которыми сталкивается инвалид в обществе. Помимо Южной Африки, компания работает в Намибии и Зимбабве.
В 2011 году Shonaquip была признана социальным предприятием года в Южной Африке, Шона Макдональд — член фондов Ашока и Шваба.